# Suzanne Guyotat
Suzanne Guyotat, né le 14 juillet 1912 à Bourg-Argental (Loire) et morte le 14 février 2011 à Lyon, est une bibliothécaire et résistante française.
Proche de Philippe Viannay, elle prend la responsabilité, début 1942, du mouvement Défense de la France en zone sud. Elle est chargée de la diffusion puis de l'impression du journal clandestin ainsi que de la création de liens avec les autres mouvements de la résistance, notamment Combat et Témoignage chrétien.

## Biographie
Suzanne Guyotat, « Suzon », est la fille d'Alphonse Alfred Alexandre Guyotat, médecin, né à Gueugnon le 13 février 1870 et de Marthe Marguerite Anthelma Jamet, née le 12 janvier 1883 à Saint-Julien-Molin-Molette.
Après avoir obtenu une licence en droit, elle débute comme bibliothécaire auxiliaire à la Bibliothèque universitaire de Lille, en 1938.
En 1940, elle s'installe à Lyon, et trouve un travail à la bibliothèque universitaire en mars 1941. Sœur d’un des beaux-frères de Philippe Viannay, principal dirigeant du mouvement Défense de la France, elle adhère au mouvement peu après.
Dès le début de 1942, Viannay lui demande de prendre la responsabilité de la zone sud. Elle noue des contacts essentiels avec les mouvements Combat et Témoignage chrétien et monte une chaîne de distribution pour les journaux qui lui parviennent de Paris puis en fait assurer l'impression sur place à Lyon et à Grenoble. Elle collabore notamment avec André Bollier de Combat. Elle fait également la connaissance d'Hélène Roederer, qu'elle recrute et qui l'assiste pour l'impression du journal, la fabrication de fausses cartes d'identité, les liaisons et les missions,,.
En mai 1943, se consacrant désormais entièrement à la Résistance, elle vient s'installer à Paris. Elle est nommée au comité directeur, chargée des relations entre le groupe de zone nord et celui de zone sud et entre Défense de la France et Combat.
Le 4 avril 1944, elle est arrêtée par les Allemands. Après avoir été torturée, elle est internée plusieurs mois à Fresnes puis au Fort de Romainville. Le 15 aout 1944, elle est déportée à Ravensbrück dans le convoi des « 57 000 », puis à Torgau, et finalement au camp de Königsberg. Elle se retrouve avec 250 autres Françaises déportées comme elle pour faits de résistance. Dans le camp, les déportées doivent aplanir un terrain pour construire un terrain d’aviation. Elle décrit ainsi son expérience : « Nous partions à l’aube, après l’appel, et revenions épuisées à la nuit tombante. Une longue marche était nécessaire pour atteindre notre lieu de travail. Nous étions louées à l’entreprise de travaux publics Franz Kübel de Stettin qui, comme d’autres entreprises, enrichissait les membres de la Gestapo en leur versant 3 marks par jour et par personne ». Après quelques mois, elle n’est plus « qu’un petit personnage mourant de froid et de faim, grelottant de fièvre et couvert de vermine ».
En février 1945, le camp est libéré par l'Armée Rouge. « Ces combattants nous regardaient avec intérêt et compassion, surpris de voir des Françaises aussi laides et aussi misérables », raconte-t-elle dans son témoignage. Suzanne rentre en France en avril 1945 à Marseille à bord d'un bateau anglais de transport de troupes depuis Odessa.
Début 1946, elle passe quelques semaines en Suisse afin de se rétablir puis décide de reprendre ses études. Bénéficiant d'une bourse américaine accordée aux jeunes résistants d'Europe qui ont été obligés d'interrompre leurs études, elle achève sa formation juridique à New York.
Une fois de retour en France, elle travaille à nouveau comme bibliothécaire, à la faculté de droit de Paris, à l'École française d'Athènes, à Aix-en-Provence, puis à la Bibliothèque de documentation internationale contemporaine (BDIC) de 1960 à 1971. Elle est ensuite directrice de la Bibliothèque universitaire de Poitiers de 1971 jusqu’à son départ en retraite, en 1982.
Pendant toute cette période, elle participe aux activités de l'ADIR. Dans les années 1960, elle témoigne à maintes occasions devant des élèves préparant le Concours national de la résistance et de la déportation.
Elle meurt à Lyon le 14 février 2011,.
Suzanne Guyotat est la tante de l'écrivain Pierre Guyotat.

## Distinctions
- Officier de la Légion d'honneur (1970)
- Croix de guerre 1939–1945
- Médaille de la Résistance française avec rosette (décret du 29 novembre 1946)[10]

## Publications

### Articles
- Suzanne Guyotat, « La libération du camp de concentration de Königsberg en Neumark, dit petit Königsberg, par un témoin », Matériaux pour l'histoire de notre temps, 1985, vol. II, no 1, pp. 7-13 en ligne.
- « Témoignage de Mlle Suzanne Guyotat » dans Hélène Roederer, étudiante et résistante 1921-1945, Lyon, L'Hermès, 1985. Témoignage de Suzanne Guyotat lors de la cérémonie du 10 mai 1985 à la mémoire d’Hélène Roederer, déportée en Allemagne avec elle et morte d’épuisement à Ravensbrück le 10 mai 1945.

### Autorité
- Notices d'autorité :   - IdRef
- Ressource relative à la vie publique :   - Maitron